# Şenol Birol
Şenol Birol (Rize, 1937. május 8. – 2022. március 3.) válogatott török labdarúgó, csatár.

## Pályafutása

### Klubcsapatban
1956–57-ben a Rize Güneşspor, 1957 és 1959 között a Sarıyer, 1959 és 1963 között a Beşiktaş, 1963 és 1966 között a Fenerbahçe, 1966–67-ben a Karşıyaka, 1967–68-ban ismét a Beşiktaş labdarúgója volt. 1968–69-ben a Rizespor játékosedzőjeként tevékenykedett. 1969–70-ben a Karşıyaka csapatában fejezte be az aktív játékot. A Beşiktaş csapatával egy, a Fenerbahçe együttesével két török bajnoki címet szerzett.

### A válogatottban
1960 és 1963 között nyolc alkalommal szerepelt a török válogatottban és három gólt szerzett.

## Sikerei, díjai
Beşiktaş
- Török bajnokság
  - bajnok: 1959–60

 Fenerbahçe
- Török bajnokság
  - bajnok (2): 1963–64, 1964–65

## Statisztika

### Mérkőzései a török válogatottban
| Törökország | Törökország          | Törökország                  | Törökország   | Törökország | Törökország | Törökország   | Törökország | Törökország |
| #           | Dátum                | Helyszín                     | Hazai         | Eredmény    | Vendég      | Kiírás        | Gólok       | Esemény     |
| ----------- | -------------------- | ---------------------------- | ------------- | ----------- | ----------- | ------------- | ----------- | ----------- |
| 1.          | 1960. június 8.      | Ankara, 19 Mayıs Stadion     | Törökország   | 4 – 2       | Skócia      | barátságos    | 1           | 63'         |
| 2.          | 1961. október 18.    | Ankara, 19 Mayıs Stadion     | Törökország   | 1 – 0       | Dél-Korea   | barátságos    | -           | 46'         |
| 3.          | 1962. október 10.    | Ankara, 19 Mayıs Stadion     | Törökország   | 3 – 0       | Etiópia     | barátságos    | -           |             |
| 4.          | 1962. november 25.   | Ramat Gan, Ramat Gan Stadion | Izrael        | 0 – 2       | Törökország | barátságos    | 2           | 11' 14'     |
| 5.          | 1962. december 2.    | Bologna, Stadio Comunale     | Olaszország   | 6 – 0       | Törökország | NEK-selejtező | -           |             |
| 6.          | 1963. szeptember 22. | Poznań, Július 22. Stadion   | Lengyelország | 0 – 0       | Törökország | barátságos    | -           |             |
| 7.          | 1963. szeptember 28. | Frankfurt, Waldstadion       | NSZK          | 3 – 0       | Törökország | barátságos    | -           |             |
| 8.          | 1963. október 9.     | Ankara, 19 Mayıs Stadion     | Törökország   | 0 – 0       | Románia     | barátságos    | -           | 46'         |
|             | Összesen             |                              |               | 8           | mérkőzés    |               | 3           | gól         |